# Aktionärsvereinigung
Eine Aktionärsvereinigung ist ein Zusammenschluss von Aktionären. Durch diesen Zusammenschluss sollen gemeinsame Interessen der Aktionäre besser durchgesetzt werden. Zu Hauptversammlungen können Aktionärsvereinigungen Aufrufe veröffentlichen, Anträge und Fragen stellen sowie die ihnen übertragenen Stimmrechte ihrer Mitglieder wahrnehmen. Aktionärsvereinigungen sind z. B. für Kleinaktionäre hilfreich und für solche Aktionäre, die nicht persönlich an der Hauptversammlung teilnehmen können.
Die meisten Aktionärsvereinigungen beschränken ihre Tätigkeit auf Unternehmen, deren Aktien an der Börse gehandelt werden, und richten sich an private Anleger, sind aber grundsätzlich nicht auf eine bestimmte Branche spezialisiert. Die traditionellen Aktionärsvereinigungen verfügen über jahrzehntelange Erfahrung, haben meist mehrere Juristen im Team und bieten umfassende Beratung. Einige Aktionärsvereinigungen führen auch Musterprozesse im Auftrage ihrer Mitglieder, wenn es etwa um Schadensersatz- oder Haftungsansprüche geht.
In Deutschland waren die Aussichten des einzelnen Aktionärs, gegen den Vorstand oder Aufsichtsrat seine Ansprüche gerichtlich geltend zu machen, aufgrund der bisherigen Rechtslage nach dem Aktiengesetz im Gegensatz zu den USA relativ gering.
Seit dem Jahre 2005 bietet das deutsche Aktienrecht mit § 127a AktG eine Möglichkeit, die Interessen der Aktionäre über das Aktionärsforum im Internet zu bündeln. Daran können sich sowohl einzelne Aktionäre als auch Aktionärsvereinigungen beteiligen.